# Когнитивно-бихејвиорална терапија
Когнитивна терапија је врста психотерапеутског третмана који покушава да утиче на осећања и понашања клијента, променом начина на који клијент доживљава важна животна искуства. Оваква оријентација се ослања на уверење да су психо-социјални проблеми личности резултат погрешног начина поимања стварности. Зато основу когнитивне терапије чини покушај да се осветли значај свесних замисли и идеја у покушају особа да утичу на промену свог понашања. Од начина на који појединац опажа, интерпретира и доживљава свет, нарочито свет интерперсоналних односа, зависи и његово искуство, осећање, мишљење и понашање. Зато је циљ когнитивне терапије да, ослањајући се на рационалне компоненте личности, мења погрешне премисе, исправља грешке у закључивању и усмерава личност ка објективној реалности. 